# Meyebot
Meyebot est un village du Cameroun, situé dans la région de l'Est, dans le département du Haut-Nyong et dans la commune de Lomié.

## Population
Lors du recensement de 2005, le village comptait 12 habitants, dont 5 hommes et 7 femmes.

## Climat
Le climat du village est essentiellement équatorial, similaire à celui de la Guinée. Deux petites saisons des pluies sont entrecoupées de deux saisons sèches.

## Religion[2]
- Église protestante
- Eglise catholique
- Islam

## Langue
- Ndjem (langue)